# Ricardo Abarca
Ricardo Guillermo Abarca Lowma (ur. 1 czerwca 1986 w Morelia) – meksykański aktor telewizyjny i piosenkarz.

## Wybrana filmografia
- 2006: Miłość na sprzedaż (Amores de mercado) jako Adrián Leira
- 2007: Rodzina Duque (Cane) jako Rick
- 2008-2009: Miłosny nokaut jako Aldo Hernández

## Nagrody i nominacje
| Rok  | Nagroda              | Kategoria      | Tytuł            | Rezultat  |
| ---- | -------------------- | -------------- | ---------------- | --------- |
| 2017 | Los Premios Tu Mundo | Ulubiony aktor | Silvana sin lana | Nominacja |